# وليام آشر
وليام آشر (بالإنجليزية: William Asher)‏ (مواليد 8 أغسطس 1921 - الوفاة 16 يوليو 2012) هو مخرج وكاتب سيناريو أمريكي بدأ مسيرته الفنية عام 1948. كما أنه من الفائزين بجائزة إيمي. عرف أكثر ما يكون من خلال مسلسل “bewitched” الذي مثلت فيه زوجته آنذاك إليزابيث مونغوميري.

## وصلات خارجية
- وليام آشر على موقع IMDb (الإنجليزية)
- وليام آشر على موقع ألو سيني (الفرنسية)
- وليام آشر على موقع أول موفي (الإنجليزية)
- وليام آشر على موقع قاعدة بيانات الأفلام السويدية (السويدية)
- وليام آشر على موقع إن إن دي بي (الإنجليزية)
- وليام آشر على موقع قاعدة بيانات الفيلم (الإنجليزية)
- وليام آشر على موقع كينوبويسك (الروسية)